# Paul London
Paul London, född 16 april 1980, är en professionell amerikansk fribrottare som tidigare medverkat i Smackdown!, en del av WWE och var då med i ett duolag med Brian Kendrick.